# William Blount (1749-1800)
Pour les articles homonymes, voir William Blount et Blount.
William Blount (1749-1800) est un homme d'État américain. Il fut délégué pour la Caroline du Nord à la Convention constitutionnelle, le premier et seul gouverneur du Territoire du Sud-Ouest. Il fut sénateur républicain-démocrate du Tennessee (1796-1797), État pour lequel il joua un grand rôle dans sa création. Il fut le premier sénateur américain à être expulsé du Sénat.

## Biographie

### Jeunesse
Il est né en Caroline du Nord d'une famille aisée de marchands et de planteurs, possédant des terres autour de la baie de Pamlico. Il participe à la guerre d'indépendance comme payeur d'un régiment de Caroline du Nord. Après la guerre, il est payeur des forces militaires de l'État puis Payeur général adjoint de Caroline du Nord. Il participe à la levée d'une milice en Caroline du Nord pour faire face à la menace anglaise après la chute de Charleston en Caroline du Sud en mai 1780. Il participe au sein d'une unité de Caroline du Nord avec l'armée régulière du général Horatio Gates à la sanglante bataille de Camden en Caroline du Sud qui voit la défaite des troupes américaines en partie due au manque de préparation et d'unité avec les troupes régulières des milices citoyennes.

### Tennessee
Il est nommé gouverneur du Territoire du Sud-Ouest, situé au sud de la rivière Ohio, par le président George Washington en 1790. Il gouverne l'État depuis la maison de William Cobb à Rocky Mount, situé dans l'actuel Piney Flats (Tennessee). Après avoir conclu le traité de Holston avec les Amérindiens, il annonce que la nouvelle capitale du territoire serait la ville nouvellement créée de Knoxville. Blount nomma Knoxville en l'honneur du premier secrétaire à la Guerre Henry Knox. Après avoir déménagé à Knoxville, la construction de sa maison de gouverneur connue sous le nom de Blount Mansion, débute en 1792. Elle se situe actuellement dans le centre de Knoxville et est devenue un musée populaire et un National Historic Landmark.

### Expulsion du Sénat
Il aurait conçu un plan pour inciter les Amérindiens Creeks et Cherokees à aider les Britanniques à conquérir le territoire alors espagnol de Floride occidentale. Une lettre qu'il a écrite y faisant allusion tombe dans les mains du président des États-Unis John Adams qui la transmet au Sénat le 3 juillet 1797. Quatre jours plus tard, la Chambre des représentants vote l’impeachment contre Blount et le 8 juillet le Sénat vote par 25 voix contre une son expulsion. Le Sénat intente un procès d’impeachment contre lui le 17 décembre 1798 mais abandonne les charges contre Blount deux mois plus tard car aucune autre action ne pouvait être prise contre lui au-delà de son expulsion. Cela constituera un important précédent dans les limitations futures des actions du Congrès américain contre l'un de ses membres ou anciens membres.

### Après le Sénat
Cela n'entame pas la carrière de Blount au Tennessee. Il est élu au Sénat de l'État en 1798 et en devint le speaker. Il meurt à Knoxville deux ans plus tard où il est enterré. Le comté de Blount est nommé d'après lui. Le comté de Grainger et la ville de Maryville, dans le Tennessee le sont d'après son épouse Mary Grainger Blount.
Son fils, William Grainger Blount (en) (1784–1827), sera un représentant du Tennessee au Congrès américain. Son demi-frère Willie Blount (1767–1835) sera gouverneur du Tennessee (1809-1815) et son frère Thomas Blount (en) (1759–1812), vétéran de la guerre d'indépendance sera représentant de la Caroline du Nord au Congrès.

## Source
- (en) Cet article est partiellement ou en totalité issu de l’article de Wikipédia en anglais intitulé « William Blount » (voir la liste des auteurs).